# Football Club Borgo
 (avril 2024).
Si vous disposez d'ouvrages ou d'articles de référence ou si vous connaissez des sites web de qualité traitant du thème abordé ici, merci de compléter l'article en donnant les références utiles à sa vérifiabilité et en les liant à la section « Notes et références ».
Ne doit pas être confondu avec Cercle athlétique bastiais ou Borgo Football Club.
Maillots
Actualités
Le Football Club Borgo, couramment abrégé en FC Borgo ou FCB, est un club français de football, basé à Borgo. Fondé en 2017 sous le nom de Football Club Bastia-Borgo, il est né de la fusion du CA Bastia et du Borgo FC.

## Histoire

### Un nouveau club issu d'une fusion (2017)
Dans un contexte où les collectivités territoriales versent de moins en moins de subventions aux clubs amateurs, les dirigeants des clubs du CA Bastia et du Borgo FC annoncent officiellement la fusion des deux entités le 3 juillet 2017. Le nouveau club, tout juste relégué en National 2 et qui joue dorénavant en noir et rouge, a pour ambition de retourner en National 1 ; ainsi, l'ancien entraîneur du Paris FC, Christophe Taine, est nommé nouvel entraîneur de l'équipe première du club. La logique de cette fusion repose également sur la volonté d'exploiter les structures modernes du Borgo FC que ne possédait pas le CA Bastia auparavant.

#### Histoire du CA Bastia (1920-2017)
Le CA Bastia club fondé en 1920, a passé plus de la moitié de son existence dans les divisions régionales corses. Le club atteint la 3e division pour la première fois en 2012. Lors de la saison 2012-2013 le club, alors promu, finit à la surprise générale à la 3e place. La CA Bastia adopte le statut professionnel et évolue en Ligue 2 la saison suivante. Le club ne restera qu'une seule saison à ce niveau et finira à la 20e place. Après deux saisons compliquées en National, le club est contraint d'abandonner le statut professionnel. La saison suivante, le club finira 16e de National et est relégué en National 2. Ce sera la dernière saison du club du CA Bastia. Le meilleur résultat du club en Coupe de France restera un huitième de finale perdu contre le Angers SCO lors de la saison 2012-2013. En Coupe de la Ligue, le club n'aura passé qu'une seule fois le premier tour, en 2015-2016 et sera finalement éliminé au deuxième tour.

#### Histoire du Borgo FC (1918-2017)
Le Borgo FC est fondé en 1918. Le club passera la plupart de son existence dans les divisions régionales corses. Le club atteindra une fois la 4e division lors de la saison 1997-1998. À l'issue de cette saison le club finit 16e et retourne dans la division inférieure.

### Début en National 2 (2017-2019)
Le nouveau club fait ses débuts lors de la saison 2017-2018 de National 2. À l'issue de la saison, le club termine à la 7e place. La saison suivante, le FC Bastia-Borgo termine à la 2e place avec 54 points, derrière la réserve du FC Nantes. Le club est donc promu en National pour la première fois de sa jeune histoire.

### Montée en National (2019-2023)
Pour son premier match en National de la saison 2019-2020, le FC Bastia-Borgo obtient un match nul à l'extérieur sur la pelouse de l'US Créteil-Lusitanos.
À l’issue de cette saison abrégée, le FCBB est 13e au classement, ce qui lui permet de se maintenir en National pour la saison 2020-2021.
À l'issue de la saison 2021-2022, le club redescend en National 2. Le 28 juin 2022, le FC Bastia-Borgo devient simplement le FC Borgo. Le 12 juillet 2022, Le FC Bastia-Borgo est enfin fixé sur son sort pour la saison qui doit débuter dans les semaines à venir. Le FCBB attendait le verdict de la commission d'appel de la DNCG concernant le cas du FC Sète, club contre lequel le FCBB avait d'ailleurs perdu sa lutte pour le maintien lors de la dernière journée.
Si celui-ci n'a pas encore été officialisé, le FC Bastia-Borgo a toutefois été informé par les instances fédérales qu'il jouerait en National la saison prochaine, la commission d'appel de la DNCG ayant confirmé la rétrogradation en National 2 du FC Sète prononcée en première instance. La saison à venir sera des plus périlleuses toutefois pour le FCBB, qui a un effectif à reconstruire dans un championnat avec au moins cinq relégations au lieu de quatre habituellement.
Le 21 avril 2023, à 4 journées de la fin de la saison le club corse est officiellement relégué en National 2 (4e échelon) pour la saison 2023-2024.

### Parcours en championnat
La frise chronologique suivante montre l'évolution des championnats de la Fédération française de football et de la Ligue de football professionnel auxquels le Football Club Borgo a participé au cours de son histoire. Les noms des championnats et le nombre de niveaux ont évolué au cours des années. Pour les championnats nationaux, se reporter à l'article football en France, pour les championnats régionaux, à l'article Ligue Auvergne-Rhône-Alpes de football.

## Identité

### Couleurs
À sa fondation le FC Borgo adopte les couleurs du CA Bastia à savoir le noir comme couleur domicile puis les équipes évoluent avec un maillot noir et rouge

### Logos

Ancien logo (2017-2022)
Logo actuel.

## Résultats sportifs

### Parcours en Coupe de France
- 2017-2018 : éliminé contre Furiani au 4e tour (2-1).
- 2018-2019 : éliminé contre Sedan au 7e tour (2-4).
- 2019-2020 : éliminé contre Saint-Étienne en 32e de finale (0-3).
- 2020-2021 : éliminé contre Balagne au 5e tour (0-0, 4-2 T.A.B.).
- 2021-2022 : éliminé contre Cannet-Rocheville au 8e tour (1-1, 4-1 T.A.B.).

### Bilan sportif
| Championnat                   | Saisons | Titres | CF  | J  | V  | N  | D  | Bp | Bc | Diff |
| ----------------------------- | ------- | ------ | --- | -- | -- | -- | -- | -- | -- | ---- |
| National                      | 1       | 0      | 13e | 23 | 5  | 9  | 9  | 22 | 32 | -10  |
| Championnat de France amateur | 2       | 0      | 2e  | 60 | 25 | 23 | 12 | 90 | 59 | +31  |

## Personnalités

### Entraîneurs et présidents
Il n'y a eu qu'un seul président à la tête du club depuis sa création à savoir José Orsini.
| 1 | Christophe Taine     | 2017 - fév. 2018          |  |  |
| 2 | Benoît Tavenot       | fév. 2018 - mai 2018      |  |  |
| 3 | Jean-André Ottaviani | mai 2018 - mars 2021      |  |  |
| 4 | Albert Cartier       | mars 2021 - novembre 2021 |  |  |
| 5 | Stéphane Rossi       | novembre 2021 - 2022      |  |  |
| 6 | Alexandre Torres     | 2022 - 2023               |  |  |
| 7 | Mickael D'Amore      | 2023 -                    |  |  |

| Rang | Nom         | Période |
| ---- | ----------- | ------- |
| 1    | José Orsini | 2017 -  |

| Rang | Nom         | Période |
| ---- | ----------- | ------- |
| 1    | José Orsini | 2017 -  |

## Stades
Les équipes du FC Borgo évoluent avec un maillot noir et rouge. L'équipe première (qui évolue en National 2) et l'équipe réserve (en National 3) jouent sur le Complexe sportif de Borgo, tandis que les équipes de jeunes jouent au stade Paul-Antoniotti de Borgo.

## Aspects économiques
Pour la première saison du club, en 2017-2018, le FC Borgo dispose d'un budget de 1 100 000 euros, et compte entre 450 et 500 licenciés.